# Sint-Quirinuskerk (Halsteren)
De Sint-Quirinuskerk is de katholieke kerk van Halsteren. Ze bevindt zich aan Dorpsstraat 51 en werd ingewijd in 1913.
De katholieken bezaten reeds de historische Sint-Martinuskerk, die ondertussen al naar Quirinus van Siscia was gewijd. De oude kerk was te klein geworden en er werd een nieuwe kerk gebouwd, die ontworpen werd door Jos Cuypers.
Het betreft een neoromaanse driebeukige kruiskerk met een kort schip, waarvan het transept mansardedaken heeft. De vieringtoren heeft een tentdak. Het interieur is rijk gedecoreerd, en de blokvormige rondbogen zijn opvallend.

## Interieur
Het interieur van de kerk toont een inventaris die deels uit de oude Sint-Martinuskerk, die in 1913 werd verlaten, afkomstig is. Toen in 1919 de kerkschatten, die in 1619 in veiligheid waren gebracht, waren teruggevonden en nadat een conflict hierover tussen vinder en pastoor was beslecht, konden daarvan in 1920 ook een aantal voorwerpen aan het interieur worden toegevoegd. Dit betreft onder andere een koperen doopvont uit 1549, die aan de kerk werd geschonken als zoenoffer voor het begaan van een moordaanslag op Hendrik Franken op 26 oktober 1546. Het meer dan twee meter hoge doopvont wordt gesierd door een Sint-Maartensgroep. Ook werden enkele teruggevonden laatgotische kandelaars in de nieuwe kerk geplaatst.
Uit de oude Sint-Martinuskerk zijn onder meer de renaissance orgeltribune uit 1643, vervaardigd door Jan Colijnsz. de Nole en een 18e-eeuws altaartje afkomstig.

## Quirinusverering
Vanouds werd in de streek rond Bergen op Zoom de Heilige Quirinus van Rome vereerd. Een aan hem gewijde kapel stond bij het begin van de Oudenweg die naar Tholen voerde. Ze wordt voor het eerst vermeld in 1485. De kapel was voorzien van een zogeheten Quirinusput, die geneeskrachtig water zou bevatten. In 1648 werd de kapel buiten gebruik gesteld en ze verviel. De kapel bleef echter in de herinnering voortbestaan en in 1925 werd een huis gebouwd op ongeveer dezelfde plaats dat de naam Sintekrijn kreeg. Er werd een Quirinusbeeld aangebracht en er verscheen een bord met de tekst:
Ga Quirinus nooit voorbij
of zeg: Quirinus bid voor mij!
Wélke Quirinus dat is, hangt af van zijn attribuut. De parochie verwierf in 1803 een reliek van Quirinus van Siscia, en het is déze Quirinus die tegenwoordig wordt vereerd. Déze Quirinus heeft om zijn hals een ketting met daaraan een molensteen. Naar verluidt zou hij aldus in de rivier gegooid zijn, maar blijven drijven en in deze situatie zelfs het volk hebben toegesproken. Een 18e-eeuws Quirinusbeeld is nog in de pastorie aanwezig. Een Quirinusaltaar uit 1868 werd in 1913 overgebracht naar de nieuwe kerk.
- Rijksmonument: 517104
- Virtual International Authority File: 4023147727647764710006